# 查蘭
查蘭是哥倫比亞的城鎮，位於該國北部，由蘇克雷省負責管轄，距離首府辛塞萊霍54公里，始建於1745年，面積77平方公里，海拔高度270米，2005年人口3,870。

## 外部連結
- （西班牙文） Gobernacion de Sucre - Chalán
- （西班牙文） Chalán official website

9°33′N 75°19′W / 9.550°N 75.317°W